# Picoides
Picoides é um género de aves da família dos pica-paus.

## Descrição

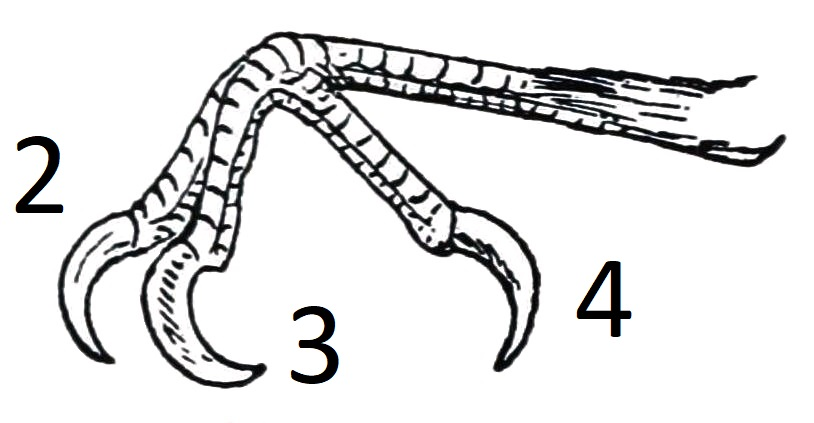
Pata com hálux ausente.

Os pica-paus do género Picoides são essencialmente insectívoros
e estão adaptados à vida nas árvores, tendo nas patas apenas três dedos, estando ausente o hálux.

## Taxonomia
| Espécie              | Imagem | Nome comum                |
| -------------------- | ------ | ------------------------- |
| Picoides arcticus    |        | Pica-pau-de-dorso-preto   |
| Picoides dorsalis    |        | Pica-pau-de-dorso-barrado |
| Picoides tridactylus |        | Pica-pau-tridáctilo       |